# 日露友の会 ペーチカ
日露友の会ペーチカ（にちろとものかいペーチカ）は、ロシアの声日本語放送を愛聴するリスナーが有志で集まり、放送や放送局スタッフを応援するために、2004年10月29日のロシアの声放送開始75周年の記念日に発足したリスナーズクラブである。
1975年頃のソビエト連邦当局が関与した「東京支局」や「日ソ友の会」週刊番組誌「エコー」とは、純粋なリスナー有志という点で全く性質を異にする。
2009年10月29日現在の会員数は約100名。会員の中には局OBの西野氏や山之内重美らもいる。ただし、基本的には会費無料の有志団体のため、会員・非会員の区別はなく、リスナーやロシアファンであれば誰でも参加できる。